# Schweiz
För andra betydelser, se Schweiz (olika betydelser).
Schweiz (IPA: [ʃvɛjts]), officiellt Schweiziska edsförbundet eller Schweiziska konfederationen (tyska: Schweiz, Schweizerische Eidgenossenschaft; franska: Suisse, Confédération suisse; italienska: Svizzera, Confederazione Svizzera; rätoromanska: Svizra, Confederaziun svizra; latin: Helvetia, Confoederatio Helvetica), är en federal republik i Centraleuropa, som gränsar till Frankrike, Tyskland, Italien, Österrike och Liechtenstein. I de norra delarna av landet ligger Jurabergen och i de södra och östra ligger Alperna.
Schweiz har en lång tradition av politisk och militär neutralitet, men även av indirekt internationellt samarbete då det är hem för många internationella organisationer. Landet är sedan september 2002 medlem av FN, vilken även har ett av sina huvudkontor i Genève. Nationernas förbund hade sitt högkvarter i Schweiz. Flera andra organisationer har sina huvudkontor i Schweiz, däribland World Economic Forum, Röda Korset och Världshandelsorganisationen.

## Historia
Landet Schweiz historia brukar räknas från den 1 augusti 1291, då kantonerna Uri, Schwyz och Unterwalden slöt ett förbund. Schweiz var då en del av Tysk-romerska riket, men blev 1499 de facto självständigt. Denna självständighet erkändes internationellt 1648 i samband med Westfaliska freden som avslutade trettioåriga kriget. Schweiz var neutralt i första och andra världskriget.

## Geografi
Schweiz ligger i Centraleuropa och är till största delen beläget i alpregionen. Landet är en av Europas mindre länder med en yta på 41 285 km² (något större än Skåne och Småland tillsammans), och saknar kust. Landet gränsar till Österrike och Liechtenstein i öst, Tyskland i norr, Frankrike i väst och Italien i söder.

### Topografi
Schweiz indelas i tre naturregioner: bergskedjorna Alperna och Jurabergen som dominerar söder och öster respektive nordväst samt Schweiziska mittlandet (tyska: Schweizer Mittelland; franska: Plateau suisse), en kuperad platå, belägen 400-600 m ö.h., som skiljer de två bergskedjorna åt.
Schweiz består av 38 procent åkermark, 30,4 procent skog, 25,5 procent impediment och 5,8 procent bebyggelse.

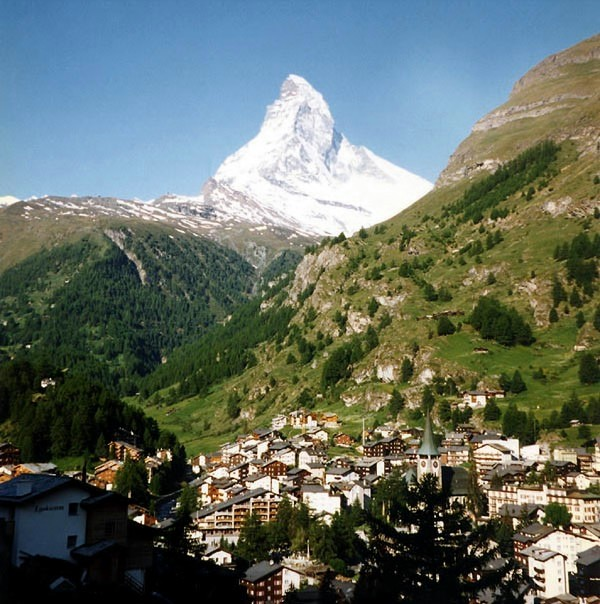
Matterhorn

I och med landets läge i Alperna finns det många höga bergstoppar i Schweiz. I Monte Rosa-massivet i kantonen Valais återfinns Schweiz högsta berg, Dufourspitze (4 634 m ö.h.).
|    | Topp           | Höjd    | Kanton |
| -- | -------------- | ------- | ------ |
| 1  | Dufourspitze   | 4 634 m | Valais |
| 2  | Nordend        | 4 609 m | Valais |
| 3  | Zumsteinspitze | 4 563 m | Valais |
| 4  | Signalkuppe    | 4 556 m | Valais |
| 5  | Dom            | 4 545 m | Valais |
| 6  | Liskamm        | 4 527 m | Valais |
| 7  | Weisshorn      | 4 505 m | Valais |
| 8  | Täschhorn      | 4 490 m | Valais |
| 9  | Matterhorn     | 4 478 m | Valais |
| 10 | Parrotspitze   | 4 436 m | Valais |

### Hydrografi
De längsta floderna i Schweiz är Aare (282 km), Rhône (tyska i Valais: Rotten; 264 km), Rhen (tyska: Rhein 375 km), Reuss (158 km), Linth/Limmat (140 km), Saane (franska: Sarine; 128 km), Thur (125 km) och Inn (104 km).
Rhen är segelbar från mynningen upp till Rheinfelden. I de schweiziska rhenhamnarna hanteras årligen miljoner ton gods. På andra floder finns båttrafik endast över kortare sträckor, exempelvis Aare mellan Nidau och Solothurn, omkring 25 km.
Med sitt bergiga landskap har Schweiz många dalgångar med djupa, långsmala sjöar. I sydväst gränsar landet till Genèvesjön (581 km²) och i norr till Bodensjön (571 km²). Neuchâtelsjön är med en areal av 218 km² den största av de insjöar som i sin helhet ligger i Schweiz.

### Klimat
Det schweiziska klimatet domineras av atlantvindar i väst, medelhavsvindar i söder, kontinentalvindar i öst och mellaneuropeiska lågtryck i norr. Under sommaren ligger medeltemperaturen mellan 18 och 20 grader i dalarna och runt 10 grader på de högre höjderna. Sommartid brukar gränsen för minusgrader ligga kring 3 000 m ö.h.. De södra delarna av kantonen Ticino har i det närmaste medelhavsklimat.

## Styre och politik

### Författning och styre
Schweiz är en förbundsstat med utbrett självstyre i kantonerna. Kantonerna har sina egna författningar, parlament och regeringar. 
Förbundet är en republik med en förbundspresident (statschefskapet utövas dock av Förbundsrådet, regeringen, som kollektiv) och ett tvåkammarparlament, Förbundsförsamlingen (tyska:  Bundesversammlung, franska: Assemblée fédérale). Förbundsförsamlingen är uppdelad i Ständerrådet (tyska: Ständerat, franska: Conseil des États, italienska: Consiglio degli Stati) och Nationalrådet (tyska: Nationalrat, franska: Conseil national, italienska: Consiglio nazionale). Den federala verkställande makten utövas av Förbundsrådet (tyska: Bundesrat, franska: Conseil fédéral), som består av sju ledamöter (som också är departementschefer) vilka utses av Förbundsförsamlingen.
I Schweiz förekommer ofta folkinitiativ, vilket innebär att medborgare tvingar fram en beslutande folkomröstning genom att skicka in listor med tillräckligt många namnunderskrifter.
Landet har haft flest folkomröstningar i världen.

#### Författning
Den nuvarande schweiziska författningen instiftades år 1848 och har sedan dess reviderats två gånger, 1874 och 1999. 1848 etablerades den federala staten Schweiz efter idealen i USA:s och Frankrikes motsvarande grundlagar. En stark princip i landets styre är dess lagstadgade alliansfrihet och neutralitet; sedan 2002 är man dock medlem av FN. Medlemskapet föregick av en nationell folkomröstning där ja-sidan segrade knappt.
Alla schweiziska medborgare som har fyllt 18 år har rösträtt i de federala valen. Schweiziska kvinnor fick rösträtt i federala val 1971. På kantonal nivå införde Basel som första kanton könsneutral rösträtt 1959, medan kvinnorna i Appenzell Innerrhoden fick tillträde till kantonens Landsgemeinde först 1990, efter beslut från Schweiz högsta domstol.

### Förbundsförsamlingen

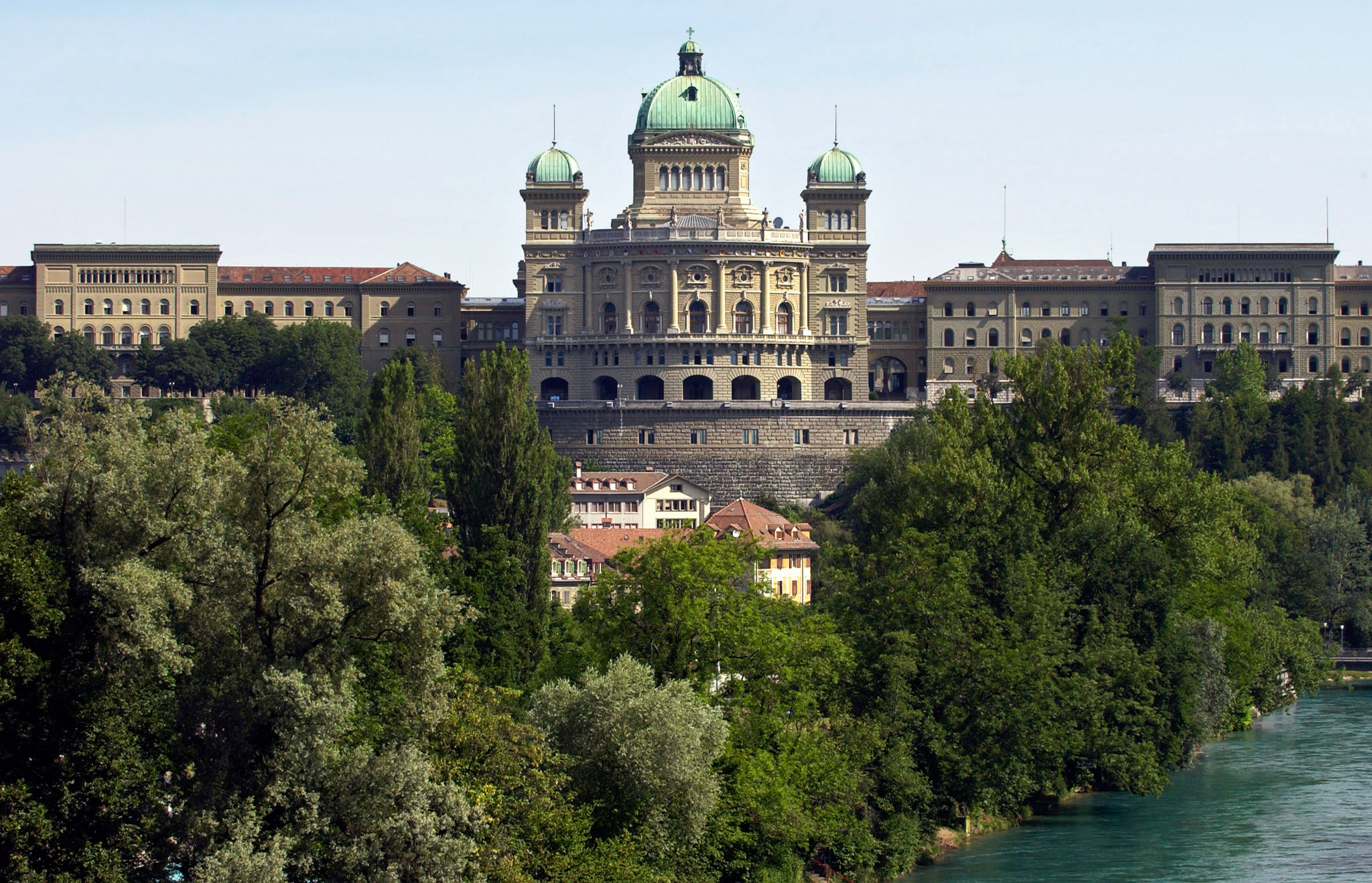
Bundeshaus i Bern är byggnaden som Förbundsförsamlingen (det federala parlamentet) och Schweiz förbundsråd (regering) huserar i.

Schweiz förbundsförsamling är ett tvåkammarparlament med säte i Bern bestående av Ständerrådet respektive Nationalrådet.
Ständerrådet har 46 ledamöter och varje kanton har två platser. Kantonerna Unterwalden, Basel och Appenzell är uppdelade i halvkantoner där varje halvkanton har en representant i Ständerrådet.
Nationalrådet har 200 ledamöter som väljs för en mandatperiod om fyra år. Antalet ledamöter i Nationalrådet är proportionerligt mot antalet invånare i kantonen, med undantaget att alla kantoner och halvkantoner skall ha minst en plats i Nationalrådet. Kantonerna Uri och Glarus samt halvkantonerna Obwalden, Nidwalden, Appenzell Ausserrhoden och Appenzell Innerrhoden har en ledamot var. Kantonen Zürich är med sina 34 ledamöter den kanton med störst representation.

#### Förbundsrådet
Förbundsrådet är Schweiz verkställande organ, regering och statsöverhuvud. Förbundsrådet utses av Förbundsförsamlingen och ministrarnas politiska och geografiska tillhörighet är reglerad. Minst två ministrar skall komma från de fransk- eller italienskspråkiga kantonerna, medan de övriga fem kan komma från alla kantoner. Dock får inte flera ledamöter komma från samma kanton. De största partierna i Förbundsförsamlingen är alltid garanterade en eller flera ministerposter enligt en fastställd formel.

#### Förbundspresidenten
Ordförande i Förbundsrådet väljs i december varje år av Förbundsförsamlingen, det vill säga Nationalrådet och Ständerrådet gemensamt, och den som innehar det uppdraget är även Schweiz förbundspresident. Presidentens huvudsakliga uppgift är att vara ordförande vid Förbundsrådets sammanträden. Presidenten har ingen mer makt än övriga ledamöter i Förbundsrådet, förutom vid lika röstetal när dennes röst är avgörande.

### Administrativ indelning

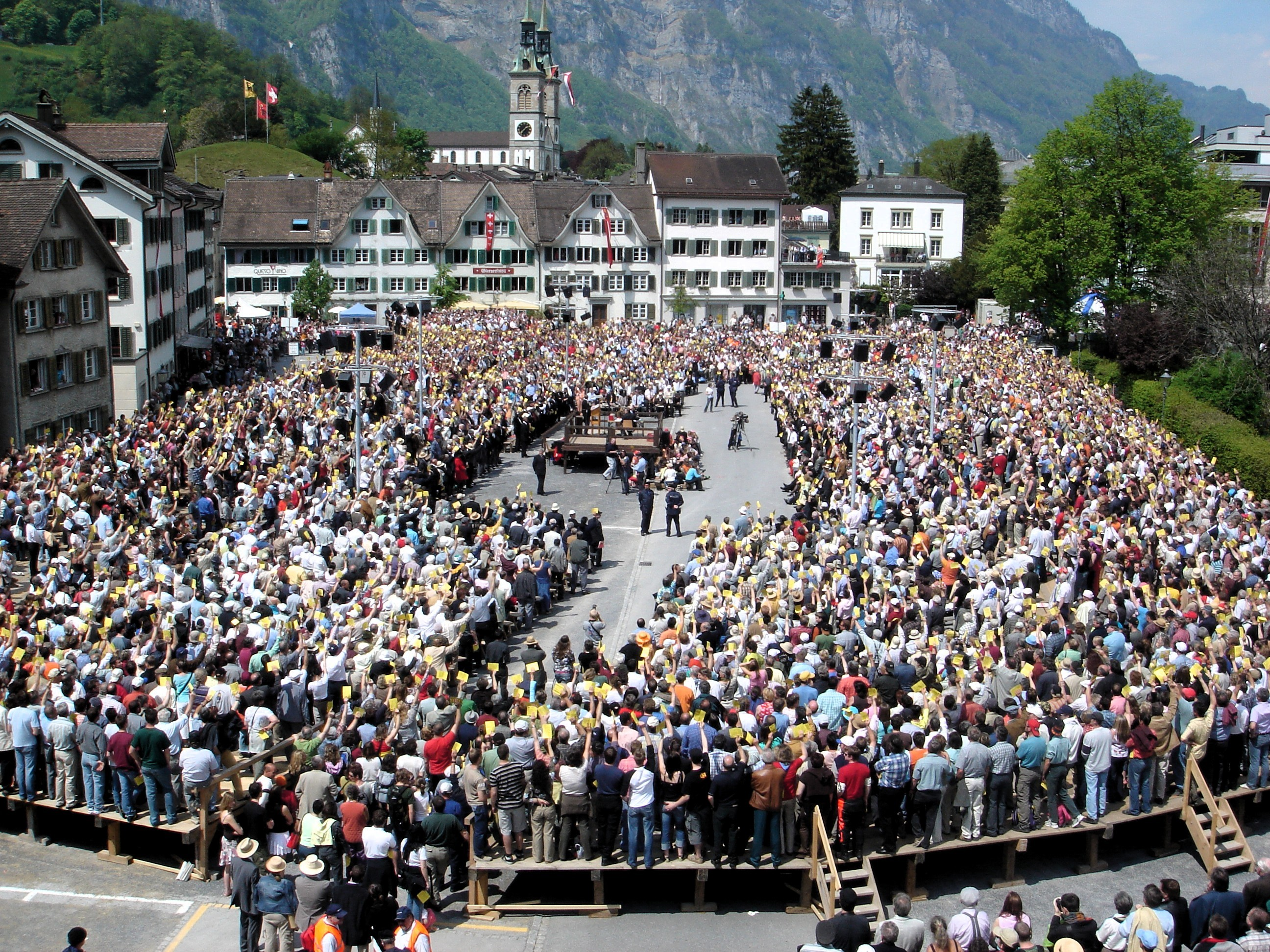
En Landsgemeinde är en gammal form av direktdemokrati. Den tillämpas fortfarande i två kantoner.

I den schweiziska författningen är kantonernas existens och självständighet hårt reglerad. Varje kanton är namngiven i författningens första artikel. Detta medför att en förändring av författning är nödvändig för att skapa en ny kanton eller om en kanton vill lämna förbundet. För att en ändring av författningen ska komma till stånd krävs en federal folkomröstning där en majoritet av de röstande är för förändringen samt att det finns en majoritet för förslaget i en majoritet av kantonerna. Om ändringen avser en tillkommande kanton krävs även en majoritet av rösterna i den tilltänkta kantonen. Detta förfarande har inneburit att antalet kantoner har varit nästan oförändrat sedan 1848. Efter 30 års förhandlingar lyckades dock den franskspråkiga och katolska kantonen Jura att bryta sig ur den tyskspråkiga och protestantiska kantonen Bern år 1979.
De schweiziska kantonerna är garanterade en långtgående självständighet. I princip kräver författningen endast att kantonerna skall vara republiker och att de skall respektera jämlikhet och mänskliga rättigheter. Trots detta skiljer sig inte kantonernas egna författningar, lagar och styrelseskick märkbart från varandra. De största skillnaderna ses i kommunernas självständighet och i vilken utsträckning som man använder sig av folkomröstning i beslutsprocessen.
En viktig del i den schweiziska federalismen är att även de små kantonerna måste få göra sin stämma hörd, och detta märks tydligt i den majoritet som krävs för en förändring av författningen. Sedan 1970 har de små kantonerna röstat ner fyra författningsförändringar; trots att en majoritet av den schweiziska befolkningen har varit för förslagen har förslagen inte haft majoritet i en majoritet av kantonerna.

#### Kantoner
Schweiz är indelat i 26 kantoner: 20 "helkantoner" med vardera två representanter i ständerrådet och 6 halvkantoner med en representant i ständerrådet. Indelningen i hel- och halv-kantoner beror på att de tre landen/helkantonerna Unterwalden, Appenzell och  Basel delats och delarna blivit helt självstyrande. Den största kantonen är Zürich med 1,3 miljoner invånare. Minst är Appenzell Innerrhoden med 15 000 invånare. De äldsta kantonerna är Schwyz, Unterwalden och Uri som tillsammans bildade Schweiziska edsförbundet den 1 augusti 1291. Schweiz kantonsindelning har varit densamma sedan 1815 med undantag för kantonen Juras utbrytning ur Bern (1979).
Många kantoner är enligt kantonala lagar indelade i distrikt, valkretsar och/eller andra strukturer.

#### Kommuner och städer
På nationell juridsk nivå görs ingen skillnad mellan kommun (ty: "Gemeinde", fr: "Commune", it: "Comune") och stad. I januari 2018 fanns 2 222 kommuner i Schweiz. Flera hade mindre än 50 invånare.
De facto-huvudstad i Schweiz är Bern med 128 000 invånare. I författningen saknas dock huvudstad. Största stad i landet är dock Zürich (365 000 invånare). Andra större städer är Genève (185 000), Basel (165 000) och Lausanne (125 000).

#### Regioner

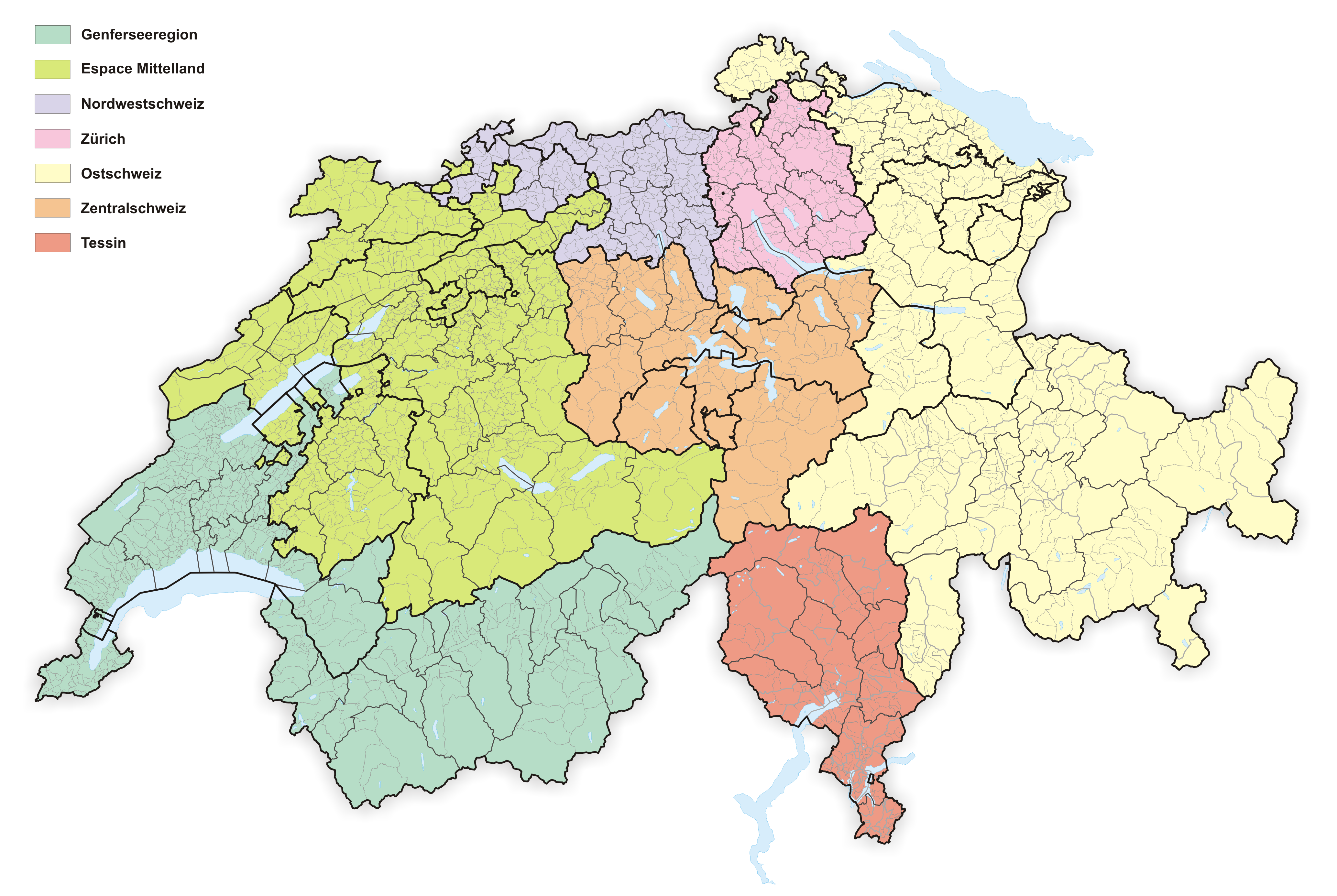
Schweiz storregioner.

Schweiz författning beskriver inte någon regionindelning. Det finns olika mellankommunala och mellankantonala samarbeten som förändras över tiden av demografiska och ekonomiska skäl.
Följande riktindelning i sju storregioner används ibland i dagligt tal:
- Östschweiz, bestående av kantonerna Sankt Gallen, Thurgau, Appenzell (Appenzell Innerrhoden och Appenzell Ausserrhoden), Glarus, Schaffhausen och Graubünden.
- Zürich, bestående av kantonen Zürich.
- Centralschweiz, bestående av kantonerna Luzern, Schwyz, Unterwalden, Uri och Zug.
- Nordvästschweiz - bestående av kantonerna Basel och Aargau.
- Mittelland, bestående av kantonerna Bern, Fribourg, Jura, Neuchâtel och Solothurn.
- Tessin, bestående av kantonen Ticino.
- Lémanique, bestående av kantonerna Genève, Vaud och Valais.

Men även den är oklar – exempelvis samarbetar Solothurn på många områden med ”Mittelland” men beträffande fackhögskola med ”Nordvästschweiz”.
I kantonen Graubünden används begreppet Region för den administrativa nivån mellan kanton och kommun. Detta motsvarar distrikten som finns i många andra kantoner.

### Internationella relationer
År 1992 gick Schweiz med i Världsbanken och den Internationella valutafonden (IMF).
År 1992 ansökte även den schweiziska regeringen om EU-medlemskap, men detta röstades ner av det schweiziska folket. Schweiz har sedan dess bilaterala handelsavtal med EU. År 2004 undertecknade Schweiz ett associeringsavtal till Schengensamarbetet och blev i slutet av 2008 en del av Schengenområdet.

### Försvar

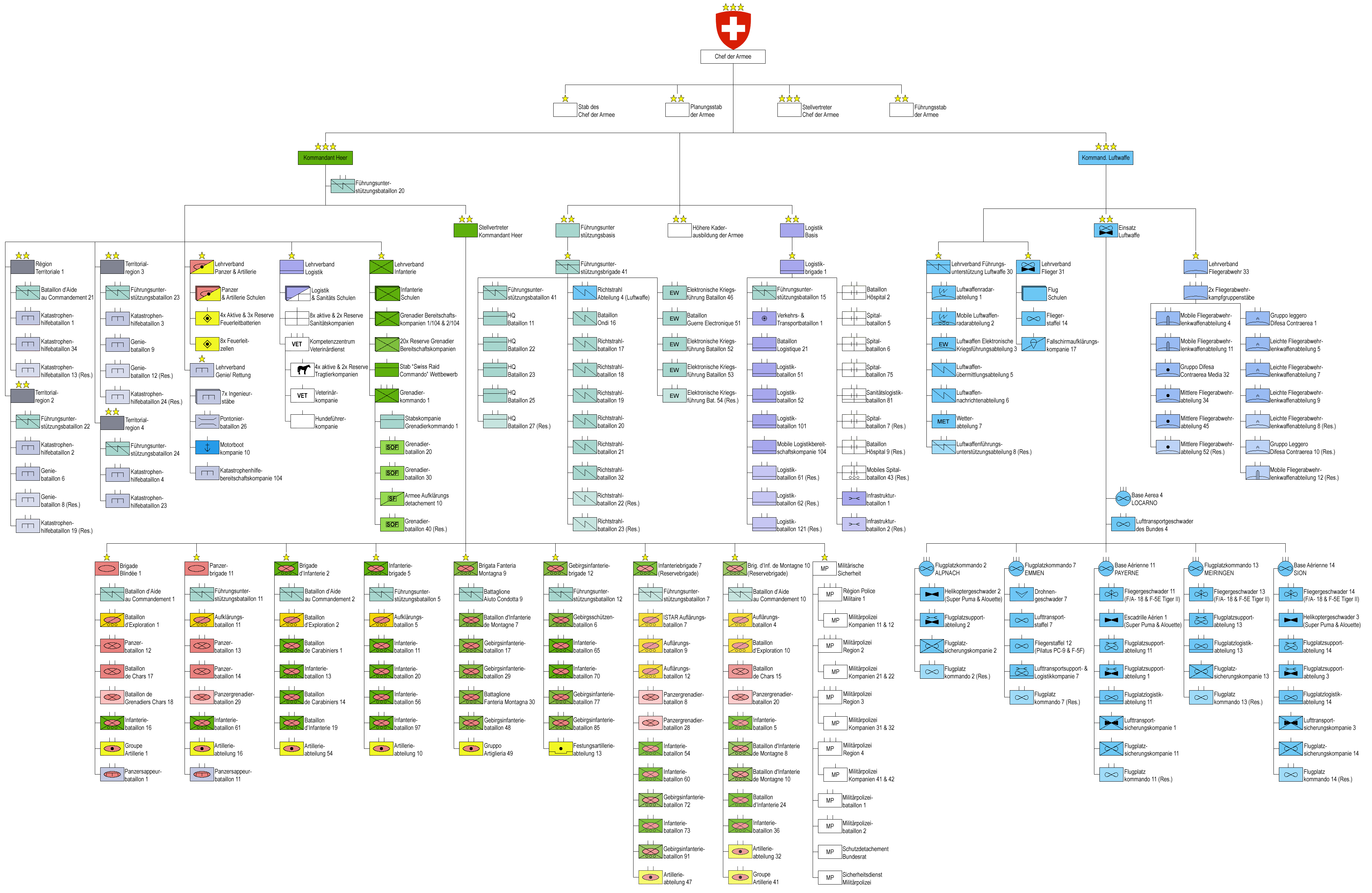
Den schweiziska försvarsmaktens organisationsstruktur efter genomförande av Armee XXI år 2011.

Schweiz försvar bygger på allmän värnplikt. Typiskt schweiziskt är det så kallade milissystemet, det vill säga att schweizarna förvarar uniform och vapen med ammunition hemma för en snabb mobilisering. Det är belagt med stränga straff att bryta ammunitionsförpackningen utan tillstånd. Schweizare, som är värnpliktiga, har också Schiesspflicht, det vill säga de måste årligen genomföra en prickskjutning som bokförs. Om man inte klarar den, kan man inkallas till två veckors extra utbildning.
I bergen i centrala Schweiz finns så kallade Reduit, citadell med omfattande befästningar, dit armén kan dra sig tillbaka för ett uthålligt försvar (centralförsvar). Bergspassvägar, tunnlar och broar är förberedda för sprängning. I de låglänta norra landskapen finns pansarbrigader med moderna Leopard 2-stridsvagnar. Flygvapnet är utrustat med F/A-18-jaktplan.
Försvarsreformen Armee XXI antogs av parlamentet och bekräftades genom en folkomröstning 2003. Försvarsmaktens mobiliseringsstyrka reducerades från 400 000 soldater (Armee 95) till 200 000. Av dessa tillhör 120 000 soldater insatsorganisationen och 80 000 soldater insatsreserven. De 120 000 soldater som tillhör insatsorganisationen genomför varje år en repetitionsövning om tre veckor (för meniga) och fyra veckor (för befäl). Insatsreservens personal genomför inga repetitionsutbildningar annat än efter särskilt regeringsbeslut. Minskningen av antalet soldater i mobiliseringsstyrkan har inte uppnåtts genom att färre värnpliktiga inkallas till tjänstgöring, utan att antalet år som den värnpliktige är förpliktigad att tillhöra den militära organisationen minskats. Numera kvarstår inga meniga i mobiliseringsstyrkan längre än till 30 års ålder. Första tjänstgöringen (den militära grundutbildningen) omfattar efter befattning antingen 18 eller 21 veckor. Den som genomgått den kortare första tjänstgöringen gör istället en extra repetitionsövning. För alla gäller att den årliga skjutplikten måste uppfyllas. Kvinnor kan nu frivilligt göra värnplikten även i stridande befattningar.

## Ekonomi och infrastruktur
Schweiz är ett av världens rikaste länder räknat per invånare. Folkets levnadsstandard är hög, arbetslösheten är låg och inflationen är låg. Inflationen låg på 1,0 % år 2013. 
Schweiz har en ytterst stabil politik och en konfliktfri arbetsmarknad. Hela det ekonomiska klimatet i Schweiz är välfungerande och attraktivt för företag. Landets politiska klimat baseras på liberal marknadsekonomi med så lite statliga ingripanden som möjligt. År 2012 rankades Schweiz som den mest konkurrenskraftiga ekonomin i världen av World Economic Forum. Finanskrisen 2007–2008 medförde att landets banker drabbades av stora förluster. Därpå steg arbetslösheten och problemen ökade i andra delar av ekonomin. Men Schweiz klarade turbulensen relativt bra, ekonomin krympte med mindre än två procent. Landets tillväxt återhämtade sig och redan året därpå var ekonomins tillväxt tillbaka på 2,5 %.
Även om Schweiz inte är en medlemsstat i EU så kan ändrade ekonomiska villkor i omvärlden påverka Schweiz ekonomi. Detta främst då bankerna och finanssystemet utsätts för återkommande internationella påtryckningar om större öppenhet och uttag av skatter. När eurokrisen inträffade 2011 ökade intresset för schweizerfrancen bland investerarna, vilket höjde kursen vilket medförde minskad turism. Med sitt natursköna klimat och fjäll är Schweiz ett av Europas främsta turistländer och i många städer är turismen huvudnäring.
Under 1990-talet skedde en mindre utveckling av real BNP om man jämför med tidigare decennium. Fram till 1990-talets början låg sysselsättningen i landet över genomsnittet i OECD-länderna. Sysselsättningskvoten i landet minskade som i övriga OECD-länder under 1990-talet men i slutet av årtiondet var Schweiz sysselsättning åter hög.

### Näringsliv
Landet har relativt låga tillgångar av råvaror och importerar därför största delen av råvaror och livsmedel från utlandet. Landets välstånd består mest av tillverkning och export av bland annat maskiner och elektronik, samt turism och landets starka bank- och finanssektor. 

#### Tjänster
Schweiz ingår i ett system av banker som kallas Bankgeheimnis. Det innebär att schweiziska banker bara är förpliktigade i undantagsfall att ge ut uppgifter om sina kunder, allt för att skydda kontoinnehavarnas integritet.
Som tidigare nämnt är Schweiz en av världens finansjättar och de två största bankerna är UBS och Credit Suisse. Vid sidan av dessa bankjättar finns det många mindre banker och aktörer inom det schweiziska finanssystemet. Schweiz bankväsende svarar för mer än 10 % av landets BNP.

### Handel
Schweiz är ett litet land med låg självförsörjningsförmåga. Det är i stort behov av både import av råvaror och arbetskraft. Schweiz är känt världen över för sina läkemedel, klockor, sin choklad och ost. Dessa varor är även de varor som exporteras mest ifrån Schweiz. EU-länderna är de största handelspartnerna med Schweiz, med Tyskland högst upp på listan av partners. På andra plats av exportpartners ligger USA. Landet handlar även mer och mer med Kina och Ryssland.
Av de klockor som tillverkas i Schweiz exporteras 95 % till utlandet. Etablerade klockvarumärken såsom Patek Philippe, Rolex, IWC, Longines, Breguet, Vacheron, Constanine och Omega tillverkar alla sina klockor främst i Schweiz. Klockorna är Schweiz tredje största exportvara efter läkemedel och andra kemiska industriella produkter. Man exporterar även textilier, smycken och livsmedel. Importen däremot består främst av maskiner, kemikalier, fordon, metaller och jordbruksvaror.

### Infrastruktur

#### Transporter
Det finns ett antal motorvägar i Schweiz. Dessa når ut till stora delar av landet men inte överallt på samma sätt som järnvägarna. Motorvägarna är ofta fyrfiliga, i gott skick och har långa tunnlar i Alperna och Jurabergen. Även landsvägarna är välskötta.
I Schweiz får dubbdäck bara användas i speciella sammanhang. Många passvägar stänger över vintern på grund av halka och lavinfara. På vissa sträckor övertar biltåg trafiken. Vid möte på bergsvägar gäller speciella regler: Den tunga trafiken har företräde och när två personbilar möts har den med uppförsbacke företräde.
Järnvägarna i Schweiz når ut till i stort sett hela landet. Järnvägsnätet är mycket finmaskigt och trafiken är tät. Järnvägsnätet är dessutom i mycket gott skick. Även tågen i Schweiz är i mycket gott skick och tillhör de bästa i världen. Tågen i Schweiz har dessutom ett mycket gott rykte för sin punktlighet och höga servicenivå.
Genom kuggstångsdrift kan bergbanorna trafikera branta sträckor. En del välkända turistorter nås med tåg men inte med privatbil, det gäller exempelvis Wengen, Zermatt och Rigi Kaltbad.
Vissa båtrutter transporterar mycket pendlare, exempelvis från Évian-les-Bains och Thonon-les-Bains till Lausanne över Genèvesjön. På Vierwaldstättersjön, Zürichsjön och Bodensjön går bilfärjor.

#### Utbildning
Det schweiziska utbildningsväsendet är huvudsakligen ett kantonalt ansvar och skolsystemet är därför olika organiserat i skilda delar av landet. Schweiz obligatoriska utbildningssystem har en nioårig skolplikt.

## Befolkning

### Språk

Officiella språk i Schweiz:
Tyska (63,7 % av inv., 72,5 % av medb.)
Franska (20,4 %, 21,0 %)
Italienska (6,5 %, 4,3 %)
Rätoromanska (0,5 %, 0,6 %)

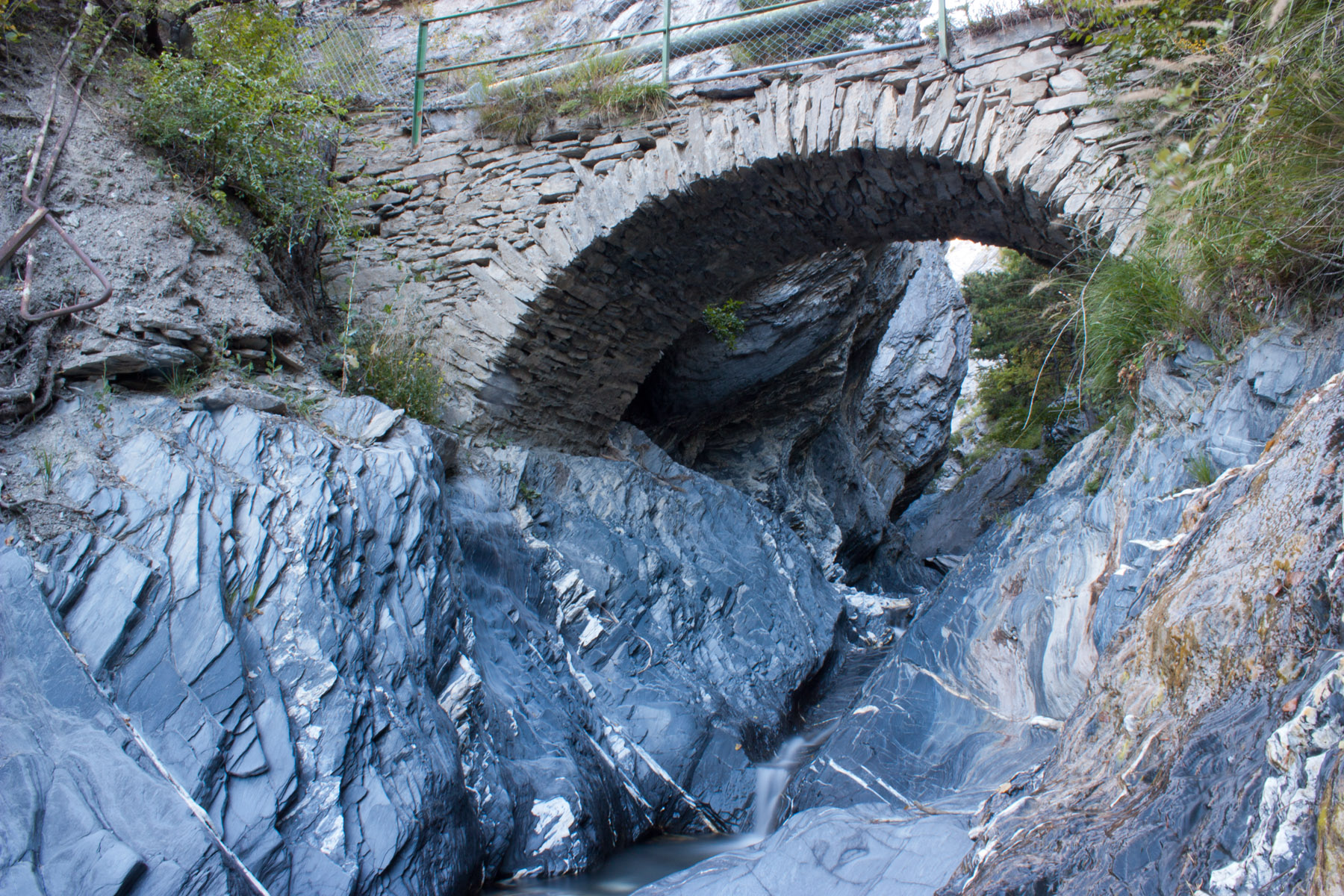
Stenbro över fjällbäcken Raspille, på gränsen mellan distrikten Sierre och Leuk (samt mellan det tyskspråkiga övre Wallis och franskspråkiga nedre Valais.

Schweiz har fyra officiella språk: tyska, franska, italienska och rätoromanska, som tillika är de fyra nationella språken. Endast tre officiella språk (tyska, franska och italienska) används i all utformning av lagtexter.
Den största gruppen av närbesläktade språkliga varieteter är tyska dialekter som populärt kallas schweizertyska. Dessa dialekter är dock inte ett särskilt schweiziskt språk utan ingår i ett dialektkontinuum med dialekter över statsgränserna in i Tyskland, Liechtenstein och Österrike. De tyska dialekterna i Schweiz är inbördes olika, och är så olika standardtyskan så att standardtyska lärs in som ett takspråk i skolan, närmast som ett främmande språk. Schweizerfranska är däremot närmare standardfranska men har sina egna särdrag (bland genom sin belägenhet inom det traditionellt arpitanska språkområdet). 
De olika tyska varieteterna talas främst i centrala, norra och nordöstra Schweiz. Rätoromanska talas mest i det östliga Graubünden, italienska i det sydliga Ticino samt i dalar i Graubünden söder om Alpernas vattendelare. Det franska språkområdet ligger i stort sett väster om en linje dragen mellan Matterhorn och östligaste Jurabergen; i Valais går gränsen traditionellt bland annat i fjällbäcken Raspille (mellan det franskspråkiga Miège och det tyskspråkiga Salgesch.

### Religion
På nationella nivån har Schweiz ingen officiell statsreligion. De flesta kantonerna har erkänt antingen den katolska kyrkan eller den reformerta kyrkan, eller båda, vilket leder till det att medlemmar i dessa kyrkor måste betala kyrkoskatt. Till exempel är skatten 15 % för katoliker och 10 % för protestanter i Zug.. Grundlagen garanterar religionsfrihet till alla, fast största delen av landets kultur och vanor har sina rötter i kristendomen. Schweizergardets uppgift är att skydda påven och gardet består av schweiziska katolska män..
2021 hörde majoriteten av schweizarna till kristendomen: antingen katoliker (cirka 32,9 %) eller schweiziska reformerta (21,1 %). Andelen som inte hörde till någon organiserad religion eller något trossamfund var cirka 32,3 %.

## Kultur

### Traditioner

#### Helgdagar och högtider
| - Schweiz nationaldag - Kristi himmelsfärd - Pingstdagen - julafton - Juldagen - Annandag påsk - Nyårsdagen - nyårsafton - Långfredagen - Sankt Stefans dag Denna lista hämtas från Wikidata. Informationen kan ändras där. |

I Schweiz börjar året med Nyårsdagen den 1 januari, följt av Sankt Berchtolds dag den 2 januari. Under våren infaller flera religiösa helgdagar, såsom Långfredagen, Annandag påsk, Kristi himmelsfärdsdag och Pingstdagen. Den 1 augusti firas Schweiziska nationaldagen, en viktig högtid i hela landet. I december inleds julfirandet med Julafton den 24 december, följt av Juldagen den 25 december och Sankt Stefans dag den 26 december. Året avslutas med Nyårsafton den 31 december.

#### Matkultur
Det schweiziska köket består av en mängd maträtter från olika regioner. Influenser har kommit från grannländer såsom det italienska, tyska och franska köket. Maten är ofta näringsrik och hälsosam, med många osträtter och brödsorter. Olika sorters fonduer är även populära. Rösti härstammar från Schweiz.
Köket delas in i två skolor; haute cuisine och "riktig" matlagning. Haute cuisine består av gourmetmåltider som togs till landet från Frankrike, med mycket grädde, såser, dyra ingredienser såsom tryfflar. Denna matlagning tar generellt lång tid. Den andra, traditionella skolan, består av de rätter som växt fram ur historien med lokala varor. Man använde enkla råvaror för att få finare maträtter, såsom grytor och bröd, ofta serverat med mjölk, ost och smör.

#### Kultursymboler
Nedan presenteras Schweiz världsarv:
- Benediktinerklostret Sankt Johann i Müstair
- Sankt Gallens kloster (med klosterkyrkan)
- Glaciärområdet Jungfrau-Aletsch-Bietschhorn
- Gamla staden i Bern
- De tre slotten och försvarsmuren runt handelsstaden Bellinzona
- Monte San Giorgio

### Sport
Den populäraste sporten är utförsåkning. Schweiz har genom åren vunnit många OS- och VM-guld i de alpina grenarna. Schweiz har också på senare tid haft stora framgångar i backhoppning. Simon Ammann har fyra OS-guld och Andreas Küttel har ett VM-guld. På senare tid har Schweiz även blivit framstående inom längdskidåkning genom längdskidåkaren Dario Cologna som vunnit både OS-guld i Vancouver 2010 och tre totalsegrar i Tour de Ski (2009, 2010/2011 och 2011/2012). 
Andra populära sporter i Schweiz är fotboll, innebandy, ishockey, curling och även Schwingen som är en sorts traditionell brottning, med likheter med den isländska brottningssporten glima. Den anses ofta som nationalsporten i landet. Andra typiska schweiziska sporter är Faustball, en sorts volleyboll, och Hornussen, som kan liknas vid en blandning av golf och brännboll. Utövande av motorsport innanför Schweiz gränser var förbjudet mellan 1955 och 2007, men har åter tillåtits i landet.
År 2008 arrangerade Schweiz tillsammans med Österrike EM i fotboll. Schweiz har även haft stora framgångar i America’s Cup i segling med två segrar (2003 och 2007) med båten Alinghi.
Cyklisten Fabian Cancellara har bland annat vunnit världsmästerskapens tempolopp i cykel fyra gånger, och tagit guld och silver vid Olympiska sommarspelen 2008. Nationalidolen Roger Federer, som vann tjugo Grand Slam-turneringar, har bidragit till att tennis är en sport på stark frammarsch i Schweiz.
Flera internationella idrottsorganisationer har huvudkontor i Schweiz, bland andra Internationella olympiska kommittén (Lausanne), Fifa (Zürich) och Uefa (Nyon).

## Internationella rankningar
| Organisation                                | Undersökning                   | Rankning |
| ------------------------------------------- | ------------------------------ | -------- |
| Heritage Foundation/The Wall Street Journal | Index of Economic Freedom 2019 | 4 av 180 |
| Reportrar utan gränser                      | Pressfrihetsindex 2019         | 6 av 180 |
| Transparency International                  | Korruptionsindex 2018          | 3 av 180 |
| FN:s utvecklingsprogram                     | Human Development Index 2018   | 2 av 189 |